# Hockey Australia
Hockey Australia is de nationale hockeybond van Australië. De bond ontstond in 2000 toen de Australian Hockey Association voor mannen en de Women's Hockey Australia fuseerden. 
De bond is aangesloten bij de OHF en de FIH. De bond is verantwoordelijk voor alle veld- en zaalhockey activiteiten in Australië en rondom de nationale ploegen. De bond is verder regionale onderbonden verdeeld. In Australië hockeyen ruim 250.000 mensen, waarvan verreweg de meesten uit de zuidelijke provincies afkomstig zijn.

## Nationale ploegen
- Australische hockeyploeg (mannen), de Kookaburras[1]
- Australische hockeyploeg (vrouwen), de Hockeyroos[2]